# Адамов Арсен Русланович
Арсен Русланович Адамов (рос. Арсен Русланович Адамов; нар. 20 жовтня 1999, Нижній Тагіл, Свердловська область, Росія) — російський футболіст, захисник «Зеніту».

## Клубна кар'єра
Розпочинав займатися футболом разом із братом у групі на два роки старшим у секції в Кисловодську, тренер — Юрій Анатолійович Вовк. Починаючи сезону 2016/17 років – гравець молодіжної команди, за яку виступав 5 років. Вперше до дорослої команди потрапив у липні 2017 року, на поєдинок проти московського «Динамо», але всі 90 хвилин провів на лаві запасних. У чемпіонаті Росії дебютував на позиції нападника 30 липня 2020 року у виїзному матчі 30-го туру проти «Краснодара» (0:4) — відіграв 90 хвилин, отримав жовту картку.
15 січня 2021 року підписав контракт з єкатеринбурзьким «Уралом».
25 січня 2022 року петербурзький «Зеніт» оголосив про підписання контракту з Адамовим до кінця сезону 2025/26 років.

## Кар'єра в збірній
Восени 2021 року вперше був викликаний до національної збірної Росії на жовтневі матчі кваліфікації чемпіонату світу 2022 року проти Словаччини та Словенії.

## Особисте життя
Онук Хайдара Алханова, який працював у «Тереці»/«Ахматі» (головний тренер, віце-президент), син Руслана Адамова (помічник керівника з безпеки, заступник генерального директора — керівник служби безпеки в клубі). Старший брат Беслан (нар. 1997) у молодіжній команді клубу у 2014—2017 роках провів 89 матчів (тільки три — повністю), забив два м'ячі.

## Досягнення

### Клубні
«Зеніт» (Санкт-Петербург)
- Прем'єр-ліга Росії
  -  Чемпіон (2): 2021/22[6], 2022/23
- Суперкубок Росії:
  - Володар (2): 2022, 2023

## Клубна статистика
Станом на 21 травня 2022
| Клуб                      | Сезон             | Ліга              | Ліга  | Ліга | Кубок | Кубок | Континентальні | Континентальні | Загалом | Загалом |
| Клуб                      | Сезон             | Дивізіон          | Матчі | Голи | Матчі | Голи  | Матчі          | Голи           | Матчі   | Голи    |
| ------------------------- | ----------------- | ----------------- | ----- | ---- | ----- | ----- | -------------- | -------------- | ------- | ------- |
| «Ахмат» (Грозний)         | 2017–18           | РПЛ               | 0     | 0    | 0     | 0     | –              | –              | 0       | 0       |
| «Ахмат» (Грозний)         | 2019–20           | РПЛ               | 1     | 0    | 0     | 0     | –              | –              | 1       | 0       |
| «Ахмат» (Грозний)         | 2020–21           | РПЛ               | 3     | 0    | 2     | 0     | –              | –              | 5       | 0       |
| «Ахмат» (Грозний)         | Загалом           | Загалом           | 4     | 0    | 2     | 0     | 0              | 0              | 6       | 0       |
| «Урал» (Єкатеринбург)     | 2020–21           | РПЛ               | 8     | 0    | 1     | 0     | –              | –              | 9       | 0       |
| «Урал» (Єкатеринбург)     | 2021–22           | РПЛ               | 17    | 1    | 2     | 0     | –              | –              | 19      | 1       |
| «Урал» (Єкатеринбург)     | Загалом           | Загалом           | 25    | 1    | 3     | 0     | 0              | 0              | 28      | 1       |
| «Зеніт» (Санкт-Петербург) | 2021–22           | РПЛ               | 4     | 0    | 2     | 0     | 0              | 0              | 6       | 0       |
| Усього за кар'єру         | Усього за кар'єру | Усього за кар'єру | 33    | 1    | 7     | 0     | 0              | 0              | 40      | 1       |